# 横山裕
横山 裕（よこやま ゆう、You Yokoyama、1981年〈昭和56年〉5月9日 - ）は、日本の歌手、俳優、トランペッター、パーカッショニスト、ギタリスト。SUPER EIGHTのメンバーであり、主にパーカッション、トランペット、ギターを担当している。本名は横山 侯隆（よこやま きみたか）。
大阪府大阪市此花区出身。STARTO ENTERTAINMENT所属。

## 来歴
- 1996年、自身が中学3年生の時に、当時仲の良かった友人がジャニーズJr.だったため、「俺らも入れるんちゃう？」という話になり、友人数名と共に履歴書を書いたが、何処に送るのかが分からずに放っておいたところ、「うちの子も入れるんちゃうか？」と思った[17]母親が知らぬ間にジャニーズ事務所にその履歴書を送り、書類審査を通過[6]。
- 同年12月25日、ジャニーズ事務所のオーディションに合格を果たし、芸能界デビュー[6]。オーディションの前日は夜中まで遊んでいたが、母親の催促のもと渋々会場に行ったが遅刻し、審査員だった滝沢秀明から不合格にされかけたが[18][19][注 4]、逆にこれらのことが当時社長のジャニー喜多川の目に留まり、「この後、コンサート観て行きなよ」と誘われ、転じて合格を果たした[6]。このオーディションには村上信五もいた[20]。オーディションの翌日に東京に呼ばれ取材を受け、その後渋谷すばるや村上らと関西ジャニーズJr.として活動[21]。関西ジャニーズJr.内ユニット・ヤングジャニーズのリーダーも務めた[22]。
- 1998年4月期、関西テレビ・フジテレビ系火曜ドラマ『ドンウォリー!』でテレビドラマ初出演[23]。
- 同年4月、松竹配給映画『新宿少年探偵団』で映画初出演にして、相葉雅紀と松本潤と共にトリプル主演を務め、映画初主演[24]。
- 2002年に関西ジャニーズJr.のメンバーで関ジャニ8（後の関ジャニ∞）を結成し、2004年に関ジャニ∞としてシングル『浪花いろは節』でCDデビュー[25]。
- 2007年12月、大阪松竹座で初のソロライブ『横山YOUがヤっちゃいますコンサート』を開催[26][27]。その後、2008年3月には『横山YOUがヤっちゃいます第2弾コンサート'08春』、2010年3月には『横山YOUがヤっちゃいます〜3 2010春』と、計3回にわたってソロライブを開催した[27]。
- 2011年3月より、日本テレビ系情報番組『ヒルナンデス!』の木曜レギュラーとして帯番組および情報番組に初レギュラー出演[28]。
- 2013年2月、トランペットを始め、同年11月から開催された関ジャニ∞のライブツアー『関ジャニ∞ LIVE TOUR JUKE BOX』より、バンドでトランペットを担当[29]。
- 2018年7月期、フジテレビ系月9ドラマ『絶対零度〜未然犯罪潜入捜査〜』で月9ドラマ初出演[30]。
- 2021年4月期、テレビ朝日系オシドラサタデー『コタローは1人暮らし』で連続ドラマ初主演[31][32]。
- 同年、ギターを始め、同年11月に発売された関ジャニ∞のアルバム『8BEAT』の特典映像『8BEAT SECRET LIVE』より、バンドでギターを担当[12]。
- 2022年度後期、NHK連続テレビ小説『舞いあがれ!』で福原遥が演じるヒロインの兄・岩倉悠人役で朝ドラ初出演[33][34][35]。
- 2024年、所属する関ジャニ∞のグループ名が「SUPER EIGHT」に変更された[7]。
- 2025年、1年間限定のソロプロジェクト・ROCK TO YOUを始動[2]。同プロジェクトの一環として、ソロファンクラブ『ROCK TO YOU』を発足し、同年6月9日には初のソロアルバム『ROCK TO YOU』でソロデビューを果たした[2]。さらに、同年7月から9月にかけて全国11都市のソロライブツアー『ROCK TO YOU LIVE TOUR』を開催予定[2]。

## 人物

### 本人
横山裕の「裕」は芸名で、本名は「侯隆（きみたか）」であり、当初は本名で活動していた。嵐の相葉雅紀は横山のことをプライベートでは「きみちゃん」と呼んでいる。芸名の名付け親は、所属事務所であるジャニーズ事務所の元社長・ジャニー喜多川であり、本名の「侯隆」の漢字が読みづらいという理由から、ジャニーの口癖である「You（ユー）」から「裕（ゆう）」となった。しかし、ジャニー自身は横山のことを「ヨコ」と呼んでいた。また、名字の「横山」は義父（実母の再婚相手）の姓である。
2015年1月に放送された、自身がMCを務めた阪神・淡路大震災20周年報道特別番組『キミに伝えたい』（読売テレビ）にて、自身も中学1年生の時に大阪市の実家で被災したことを明かした。

### 家族
3人兄弟の長男。関ジャニ∞（後のSUPER EIGHT）でも最年長であり、実生活以外でも長男気質として慕われることが多く、実際に、連続テレビ小説『舞いあがれ!』（NHK）で自身の妹役を演じた福原遥からはプライベートでも「お兄ちゃん」と呼ばれている。

3歳で両親が離婚し、5歳で母親が再婚、義父とは折り合いが悪く、団地の2階上に住む祖父母宅で一時暮らしたが、小学5年生の時に祖父の体調が悪くなり、祖父母と両親（実母と義父）、6歳下と8歳下の異父弟を含め一家7人で暮らした。中学3年生で芸能界に入り、23歳でCDデビュー後、母親が癌を発病し、それが原因となり義父と離婚。横山が29歳の時に急逝した。
母親も仕事を掛け持ちして働いていたが、「早く自立して2人の弟を養いたい」との思いから、自身も中学校を卒業後は高校へは進学せずに実家を出て、芸能活動と並行して建設会社に就職していた。このことから、ジャニーズJr.の仕事でテレビ局入りする際は、周りのほとんどが学校帰りの制服姿だったのに対し、横山は建設現場帰りのニッカポッカで通っていたため、スタッフから「流石にそれ（ニッカポッカ）はまずい。ジャニーズは夢を売る仕事であって、今までのジャニーズのセオリーでそれはない」と注意されたという。横山は建設現場でも他の作業員の足手纏いにならないよう一生懸命働いたため上司にも気に入られており、その後、芸能の仕事が忙しくなり、職場の建設会社に退職を願い出ると「芸能界でだめだったらいつでも戻ってこい」と温かく送り出されたという。これに対して自身も「すごく安心しました。でも、"戻ってきたらあかん"という覚悟でジャニーズで頑張ろうと思った」と語っている。なお、2015年には、関ジャニ∞の冠番組『関ジャニの仕分け∞』（テレビ朝日）の企画で、メンバーの大倉忠義と共に高等学校卒業程度認定試験に合格している。
実母と義父の離婚後は、弟2人は児童養護施設に預けられたものの、「僕がしっかりしないと弟たちの将来がむちゃくちゃになる」「（弟）2人が独り立ちするまで支えなければ」との思いから、下の弟が大学進学を志望した時の学費は横山が出した。その後、上の弟は苦難があったものの結婚し、下の弟は税理士という夢を叶えた。

#### 母親の急逝
2010年5月16日、実母が虚血性心疾患により、50歳で急逝。横山が29歳の時だった。
横山には青森県でのソロライブ開演4時間前に訃報が伝えられ、大きなショックを受けたものの、ライブは予定通り開催した。このことについて、事務所側にも「どうする？」と何度も聞かれたが「大丈夫だから」と言い、楽屋でも本番中も泣き崩れそうになったが「迷いはなかった」「僕が笑ってステージに立たないで家に帰ったら、そんなのオカンもイヤやろうな」と自身を奮い立たせ、ライブをやり切ったと語っている。また、ツアーでは、母親との思い出を元に自身が作詞した楽曲「オニギシ」も披露しており、当日は歌う前に「僕は家族が大好きです。親に感謝は忘れないでください。親がいることは当たり前ではないですから」と語っており、これは自身が母親に対して「ありがとう」という思いを伝えられないまま死別したため、そのことをとても悔やんでおり、「ファンの人には、そんな思いさせたくない」と考えたからである。その後も公演スケジュールを予定通りにこなし、すすり泣く客席に「しんみりするなよ」と笑いかける場面もあった。
翌5月17日には、青森で『関ジャニ∞のジャニ勉』（関西テレビ）のロケに参加する予定だったが、ロケは安田と丸山に任せ欠席し、母親の通夜に参列した。18日の告別式には関ジャニ∞のメンバーも全員参列。19日には大阪で『ジャニ勉』の収録から仕事復帰した。
母親の死に対して横山は「人生で一番泣いた。後にも先にもあんな辛いことはない」と心境を語っている。
告別式に関ジャニ∞のメンバー全員が参列したことに対して、「めちゃくちゃ嬉しかった」「みんなが来てくれたことが凄い誇れた」と語っており、その葬式の帰りに丸山の家に集まり、様々なことを話す中で、大倉いわく「俺らはメンバーであり仲間やけど、これからは俺らが横山くんの家族にもならなあかん」と話し合ったという。また、渋谷は渋谷の母から「（横山の母は）遠くの親戚より近くの他人やで。あんたが横山くんの家族でいてあげるんやで」と言われたという。
この際に、嵐がグループで献花を贈り、その後、横山が嵐に向けて手紙を送ったという。この献花に対して横山は「嵐がお花をくれたのが本当に嬉しくて。オカンも絶対に嬉しかった」と感謝を述べている。

母親の死去により、上の弟の記憶に障害が生じた。
母親は亡くなる1か月ほど前に大阪城ホールでのソロライブを観に来て非常に喜んでいたそうで、横山は「会場には1万人以上のお客さんが入っていて、それをお母さんに見せてあげられたのは自分なりの親孝行ができたと思う」と語っている。

#### 弟の記憶喪失
母親が亡くなった際に一番気丈に振る舞い、涙も流さなかった上の弟が、葬儀の2週間後に倒れ、記憶喪失に陥ってしまった。弟は「病院の先生が、おかんが死んだって意味わからんこと言っている」と、母親の死にまつわる2年ほどの記憶が完全に抜け落ちてしまっていたという。
その後、自身と弟2人が生まれ育った大阪市に家を借り、弟を呼び寄せ、3人で共同生活を始めた。これは、「狭い世界の中で凝り固まったら良くない。新しい世界を弟たちに見せてあげたい」と思ったからだといい、実際に様々な人に会わせたり、旅行に行ったり、自身が仕事であまり家にいることはできなかったが家に帰った時は弟と一緒にスーパーで食材の買い込みなどを行っていたという。
このような横山の試みが実を結び、次男が記憶喪失に陥って2年後、突然次男が「母ちゃん、死んじゃった」と泣き出し、記憶が戻ったことが分かった。

### 音楽活動

#### トランペット
元々関ジャニ∞のバンドではパーカッションを担当していたが、スタッフから「何か（他に）楽器をやってみないか？」と言われ、最初はサックスを始めたいと思っていたが、メンバーの錦戸亮が既にプライベートでサックスを始めており、他の管楽器を全て一通り試奏し、最終的に周囲のスタッフの薦めから、管楽器未経験ながら、2013年2月にトランペットを始めた。なお、ジャニーズ事務所所属のアーティストがトランペッターになるのは初であり、管楽器専門雑誌『ブラストライブ』で後述のYOKANと共に表紙を飾った際には「ジャニーズ初! トランペッター誕生」と見出しが付けられた。
その後、関ジャニ∞とも親交の深いトランペッターのYOKANに師事。初心者がやる練習から始め、初めは思うように音が出ないことに壁を感じたというが、「他のメンバーの（楽器の）レベルには程遠い」「みんなに追いつこう」という想いから必死に練習し、初披露までの約半年間はほぼ毎日YOKANやレコード会社のスタジオなどで練習を重ねた。横山がトランペットを始めたのと同時期に、YOKANの指示で当時関ジャニ∞が所属していたレコード会社『テイチクエンタテインメント』の担当スタッフにもトランペットを購入させ、横山と一緒に練習させることで、「ライバルであり戦友」のような関係を築き上げた。このことに対して横山も「（練習を）みんなでやれたのが救い」「1人では続けられなかったかも」と語っている。
同年11月8日、関ジャニ∞のライブツアー『関ジャニ∞ LIVE TOUR JUKE BOX』の初日である東京ドーム公演で、YOKANが横山のために制作したトランペットのソロ曲と「青春ノスタルジー」と「クラゲ」を演奏し、トランペットの演奏をサプライズで初披露した。
2014年1月には、関ジャニ∞の冠特別番組『うたうで! おどるで! THE カヴァ☆コラTV』（日本テレビ系列）でトランペットの演奏をテレビ初披露した。
トランペットのほか、関ジャニ∞の楽曲「オモイダマ」のミュージック・ビデオなどでは、自ら購入したフリューゲルホルンを演奏している。
関ジャニ∞と親交があり、共演経験もある東京スカパラダイスオーケストラのトランペッターのNARGOは、「横山くんのトランペットの音が大好き」「1人の演奏家として、トランペットの音色がとっても柔らかくて、太くて、"良い音してるな"って毎回思う」と、横山のトランペットの演奏を高く評価している。また、横山は2025年発売の東京スカパラダイスオーケストラのベストアルバム『NO BORDER HITS 2025→2001 〜ベスト・オブ・東京スカパラダイスオーケストラ〜』に収録された再録曲「Paradise Has No Border feat.NO BORDER ALL STARS」にトランペッターとして参加した。

#### ギター
関ジャニ∞では、2021年からはパーカッションやトランペットに加えギターも担当。ギターを買った時は「仕事にはせぇへん」と自分に言い聞かせながら練習を始め、「やるって言ったからには、迷惑を掛けられへん」「こっちのエゴで言って、中途半端なことはできないから、やる時には完璧にやらないと」と継続的に練習していくうちに徐々に形になっていった。関ジャニ∞のアルバム『8BEAT』の特典映像である無観客シークレットライブ『8BEAT SECRET LIVE』にてギター演奏を初披露し、ライブツアー『KANJANI'S Re:LIVE 8BEAT』にて観客の前でギター演奏を初披露した。また、テレビでのギター演奏初披露は、自身が木曜レギュラーとして出演している日本テレビ系情報番組『ヒルナンデス!』にて、共に木曜レギュラーを務めたサバンナと友近の卒業記念企画でのサプライズ演奏となった。なお、関ジャニ∞の新規のシングル表題曲で初めてギタリストとして参加した楽曲は、47thシングル表題曲「喝采」となった。
ギターを始めたきっかけは、2021年6月6日に放送された、関ジャニ∞の冠番組『関ジャム 完全燃SHOW』（テレビ朝日系列）の「3ピースバンドのギターボーカル特集」にて、6人体制以前の関ジャニ∞で渋谷すばると錦戸亮と共にギターを担当していた安田章大が、渋谷と錦戸の脱退により、バンド内での自身の役割の負担が増えたことを嘆いたことを横山が耳にし、「負担かけてんねや」「俺にできることは無いかな?」と思ったことであると、関ジャニ∞のライブDVD/Blu-ray『KANJANI'S Re:LIVE 8BEAT』完全生産限定-Road to Re:LIVE-盤の特典映像として収録された「KANJANI'S Re:LIVE Document」で明かしている。また、ライブのリハーサル時に、ギターの安田が関ジャニ∞の音楽ディレクターと、メンバーが減ったことによって物理的に楽器の音が減っていることへの対処などを話しているのを聞いた時に、「生バンドの良さがなくなってくるな」、「何か出来ひんかな」、「そこ（減った楽器：ギター）を埋められるのは僕しかおれへんな」と思ったのもきっかけであると語っている。

#### 使用器材
- パーカッション
  - ボンゴ
    - Latin Percussion『LP GENERATION II』[74]
    - Latin Percussion『LP201 AX2-RRB』[75]

  - ウィンドチャイム
    - Latin Percussion『LP511C』[75]

  - タンバリン
    - Latin Percussion『LP160』[75]

  - シェイカー
    - Latin Percussion『LP SHAKE-IT』[74]

  - ティンパニ
    - Ludwig[74]
    - Pearl『88H ハンドハンマード・コパーケトル』[75]

  - マレット
    - Play Wood『T13 Series』[74]
- トランペット
  - YAMAHA『YTR-6310Z』[75]
  - YAMAHA『YTR-8310Z』[75]
    - 2015年から愛用しており、ベルの部分に彫刻が彫ってあるのが特徴となっている[75]。
- ギター
  - Paul Reed Smith『35th Anniversary Custom 24』[76]

### 俳優活動
5人体制のメンバーの中では、最も俳優活動がコンスタントに続いており、ドラマや映画ではバイプレイヤーとして活躍することが多かったが、2021年には『コタローは1人暮らし』（テレビ朝日系列）で連続ドラマ初主演を果たすなど、俳優として幅広い活動を見せている。
演じる役柄は、『ザ・クイズショウ』や『左目探偵EYE』（全て日本テレビ系列）などのクールな役柄や、『CONTROL〜犯罪心理捜査〜』や『ON 異常犯罪捜査官・藤堂比奈子』や『絶対零度』シリーズ（全てフジテレビ系列）などの刑事役が多く、闇を抱えたキャラクターに定評がある。
俳優としての演技力に関して、友人でもある俳優の生田斗真は「本当に昔から素晴らしい俳優。ミステリアスな雰囲気を持っている」と評価しており、演出家の大根仁は「（横山が出演した）最近のドラマを見ていて『芝居が良いな、仕事したいな』って引っかかっていた」として、大根が演出を手掛けた舞台『マシーン日記』の主演に横山の起用を決めたという。
特に、NHK連続テレビ小説『舞いあがれ!』でヒロインの兄・岩倉悠人を演じた演技力は高く評価されており、同作で自身が演じる悠人の父親役を演じた高橋克典は「嫌われることを恐れない。役者がどこかで、好かれようと思ったりすると芝居が成立しなくなるんですよ。彼は凄く良いなと思いました」、同作の制作統括の熊野律時は「家族であってもなかなか難しい部分があったりする、そこの繊細な部分を的確に演じていただいていて、横山さんではなかったらここまで深みのあるキャラクターにはならなかった」「悠人を理想的な形で演じていただいている」、チーフ演出の田中正は「凄くクレバーな人」「現場に入るときは、いくつか選択肢を持ってきてくださって、それを我々と話しながら絞りこんでいくのですが、どんなことをお願いしても瞬時に対応してくださる」と、それぞれ横山の演技を称賛した。
演技に関しては「好き」だというが、「楽しい」というよりは「勉強になるから頑張りたい」「お芝居は怖さもあるけど、何か『生きてる』って感じする」と語っている。特に舞台をやる前は「怖い」と感じることが多く、2019年に自身が主演を務めた舞台『北齋漫畫』で、精神的にもセリフ量的にも「もう無理やろ」と思ったといい、その記憶がよぎるため、「躊躇無く『やりたい！』と言えない自分がいる」「年々怖くなってくる」という。また、作品を重ねるごとに、背負うものも大きくなってきており、責任意識が芽生え、好奇心だけで飛び込むことができないということも理由の一つであるという。

### 趣味・特技
特技はバスケットボール。中学時代に大阪選抜に選ばれたほどの腕前で、現在も麒麟の田村裕やNON STYLEの井上裕介などとバスケットボールをしている。
『モンスターハンターシリーズ』が大好きで、2008年頃からラジオやライブ、各誌インタビューなどでも魅力を語っており、自身がパーソナリティを担当していた文化放送『関ジャニ∞ 横山裕・村上信五のレコメン!』でも2010年に3時間もの「モンハン祭り」を生放送。翌2011年にはCMに出演したほか、2016年には関ジャニ∞としてアニメ『モンスターハンター ストーリーズ RIDE ON』の主題歌も担当した。

### 疾病
2021年1月4日、新型コロナウイルス「COVID-19」に感染したことを発表。発表によると、同月3日午前より38.0度の発熱と喉の痛みを訴え、PCR検査を実施したところ、陽性が確認された。また、他のメンバー4人と担当マネージャーについては、翌4日にPCR検査を実施し、マネージャー2名が陽性であったものの、メンバーは全員陰性だった。なお、メンバーを含め、関係者に濃厚接触者の該当者はいないと公表され、感染者以外のメンバー4人とマネージャーの活動については、「感染予防対策を講じながら継続させていただきます」とした。その後、同月15日、同日から自身の活動を再開することを発表。関ジャニ∞の公式Instagramにて、自身が主演を務める舞台『マシーン日記』の稽古場で現場復帰を報告した。

### 後輩のプロデュース
後輩である関西ジャニーズJr.の舞台『Tough Weeds 光の射すほうへ…AND SHOW TIME』の原作や舞台『青木さん家の奥さん』の演出、コンサートの企画コーナーの演出なども手掛ける。

## 所属グループ
※デビューしたグループのみ。
- SUPER EIGHT[注 1]（2002年 - ）[25]
- Twenty★Twenty（2020年）[103]
- STARTO for you（2024年）[104]
- KAMIGATA BOYZ（2024年）[105]

## 出演
- ドラマなどの主演作品は役名を太字で表記。
- その他テレビ番組は2024年現在レギュラー放送中または不定期で放送中の番組を太字で表記。

### ドラマ

#### テレビドラマ
- ドンウォリー!（1998年4月14日 - 6月23日、関西テレビ・フジテレビ） - 五十嵐勇 役[106]
- 赤穂浪士（1999年1月2日、テレビ東京） - 大石主税 役[107]
- 熱血恋愛道（1999年1月10日 - 5月2日、日本テレビ） - ぴのっき〜横山 役[107]
  - case.17「牡羊座のB型BOY」（1999年5月2日） - 縦山裕 役[108]
- P.S. 元気です、俊平（1999年6月24日 - 9月16日、TBS） - 下川啓介 役[107]
- 怖い日曜日（1999年7月4日、日本テレビ） - 主宰 役[107]
- 行け行けイケメン!（2000年1月9日 - 3月26日、日本テレビ） - ヒロ 役[注 7][109][110]
- フードファイト 第5話（2000年7月29日、日本テレビ） - 真中広海 役[109]
- 怖い日曜日〜2000〜 第6回「寒い」（2000年8月6日、日本テレビ）[109]
- 史上最悪のデート（日本テレビ）
  - 3rd DATE「ナニワ女装男vs江戸っ子カミナリ親父」（2000年12月17日） - 浪花銀次 役[109]
  - 12th DATE「おっぱい星人vsストーカー娘」（2001年2月25日） - 浪花銀次 役[111]
- 反乱のボヤージュ（2001年10月6日・7日、テレビ朝日） - 葛山天 役[111]
- 演技者。 第6弾「ミツオ」（2002年11月12日 - 12月10日、フジテレビ） - 蜜夫 役[112]
- 白線流し〜二十五歳（2003年9月6日、フジテレビ） - 高坂聖 役[113]
- 劇団演技者。 第14作「ロンリー・マイルーム」（2005年11月9日 - 12月7日、フジテレビ） - 大谷夏来 役[114]
- 蹴鞠師（2006年12月29日、関西テレビ） - 春日陽 役[115]
- 拝啓、父上様（2007年1月11日 - 3月22日、フジテレビ） - 中川時夫 役[116][117]
- 有閑倶楽部（2007年10月16日 - 12月18日、日本テレビ） - 菊正宗清四郎 役[118][119]
- 世にも奇妙な物語 08秋の特別編「どつきどつかれて生きるのさ」（2008年9月23日、フジテレビ） - 中村清志 役[120]
- ザ・クイズショウ（2009年4月18日 - 6月20日、日本テレビ） - 本間俊雄 役[121]
- 恋して悪魔〜ヴァンパイア☆ボーイ〜 第8話（2009年8月25日、関西テレビ・フジテレビ） - ハーデス / 小早川 役[122]
- 左目探偵EYE（日本テレビ）- 田中夢人 役
  - 左目探偵EYE ドラマスペシャル（2009年10月3日）[123]
  - 左目探偵EYE（2010年1月23日 - 3月13日）[124]
- 0号室の客（2009年10月24日 - 2010年3月20日、フジテレビ） - ストーリーテラー / ホテル支配人・椎名 役[125][126]
- CONTROL〜犯罪心理捜査〜（2011年1月11日 - 3月22日、フジテレビ） - 寺西景 役[127]
- 生きてるだけでなんくるないさ（2011年8月20日、日本テレビ） - 松井拓実 役（友情出演）[128]
- 絶対零度 シリーズ（フジテレビ） - 山内徹 役
  - 絶対零度〜特殊犯罪潜入捜査〜（Season2）（2011年9月20日） - 最終話ゲスト[129]
  - 絶対零度〜未然犯罪潜入捜査〜（Season3）（2018年7月9日 - 9月10日）[30]
  - 絶対零度〜未然犯罪潜入捜査〜（Season4）（2020年1月6日 - 3月16日）[130]
  - 絶対零度〜未然犯罪潜入捜査〜 AFTER STORY（Season4）（2020年3月23日）[131]
- 13歳のハローワーク（2012年1月13日 - 3月9日、テレビ朝日）- 高野清文 役[132]
- パパドル!（2012年4月19日 - 6月28日、TBS） - 横山裕（本人） 役[133]
  - パパドル! 特別編（2012年5月3日）[134]
- ボーイズ・オン・ザ・ラン 最終話（2012年9月7日、テレビ朝日） - 刑務官 役（友情出演）[135]
- 屍活師〜女王の法医学〜（2013年9月27日、フジテレビ） - 犬飼一 役[136]
- 水球ヤンキース 第1話・第8話 - 最終話（2014年7月12日・9月6日 - 9月20日、フジテレビ） - 黒澤義男 役[137][注 8]
- ON 異常犯罪捜査官・藤堂比奈子（2016年7月12日 - 9月6日、関西テレビ・フジテレビ） - 東海林泰久 役[138]
- コタローは1人暮らし シリーズ（テレビ朝日） - 狩野進 役
  - コタローは1人暮らし（2021年4月24日 - 6月26日）[31]
  - 帰ってきたぞよ!コタローは1人暮らし（2023年4月15日 - 6月10日）[139]
- 連続テレビ小説 舞いあがれ! 第15回 - 最終回（2022年10月21日 - 2023年3月31日、NHK総合） - 岩倉悠人 役[33][34][35][140][注 9]
- 約束 〜16年目の真実〜（2024年4月11日 - 6月13日、読売テレビ・日本テレビ） - 香坂慧 役[141]

#### 配信ドラマ
- かつての思い出と新たな問い（2024年5月24日・31日配信、Hulu） - 香坂慧 役[注 10][142]
- 私の夫と結婚して（2025年6月27日 - 7月25日配信、Amazon Prime Video） - 平野友也 役[143]

#### 再現ドラマ
- 関ジャニQ展開!「凶暴サポーターが大人しく!なぜ?」（2018年10月9日、TBS） - ロドリゴ 役[144]

### 映画
- 新宿少年探偵団（1998年4月29日公開／淵井正文監督、松竹） - 蘇芳彰 役[注 11]
- エイトレンジャー（2012年7月28日公開／堤幸彦監督、東宝） - 横峯誠 / ブラック 役[注 12][145]
  - エイトレンジャー2（2014年7月26日公開）[146]
- 天地明察（2012年9月15日公開／滝田洋二郎監督、角川映画・松竹） - 本因坊道策 役[147][148]
- 破門 ふたりのヤクビョーガミ（2017年1月28日公開／小林聖太郎監督、松竹） - 二宮啓之 役[注 13][149]
- 累-かさね-（2018年9月7日公開／佐藤祐市監督、東宝） - 烏合零太 役[150]（特別出演）
- 映画 少年たち（2019年3月29日公開／本木克英監督、松竹） - 中林 役[151]
- 決算!忠臣蔵（2019年11月22日公開／中村義洋監督、松竹） - 不破数右衛門 役[152]

### オリジナルビデオ
- 8UPPERS FEATURE MUSIC FILM（2010年10月20日発売[注 14]／中村哲平監督） - マック 役[注 12][154][155]

### 舞台
- KYO TO KYO（シアター1200）
  - KYO TO KYO（1997年8月7日 - 12月10日）[156]
  - 春公演（1998年4月18日 - 7月12日）[106]
  - サマーフェスティバル（1998年7月18日 - 8月31日）[106]
  - 秋公演 （1998年9月6日 - 11月29日）[106]
- MASK（大阪松竹座）
  - 1997年版（1997年12月6日 - 27日）[156]
  - 1998年版（1998年12月4日 - 26日）[106]
- 東亜悲恋 - 岩本鐘浩 / イー・ジョンホ 役
  - 2001年版（2001年10月13日 - 28日、青山劇場 / 11月4日 - 11日、シアター・ドラマシティ）[157][111]
  - 2002年版（2002年6月1日 - 7日、新国立劇場 / 6月11日、大分文化会館 / 6月15日・16日、新神戸オリエンタル劇場 / 6月20日 - 23日、シアタードラマシティ / 6月27日・28日、りゅーとぴあ / 7月6日・7日、彩の国さいたま芸術劇場 / 7月19日 - 21日、韓電アーツプールセンター）[112]
- 青木さん家の奥さん（2002年2月4日 - 11日、大阪厚生年金芸術ホール / 2月13日 - 24日、アートスフィア） - よこちゃん 役[158]
- ANOTHER（2002年8月4日 - 25日、大阪松竹座） - ユウ 役[注 12][158]
- 関ジャニ∞ サマースペシャル（大阪松竹座）[注 12]
  - DOUTON BOYS（2003年8月2日 - 24日） - ユウ 役[159]
  - サマー・ストーム（2004年8月7日 - 29日） - 森田和也 役[160]
  - Magical Summer（2005年8月5日 - 28日） - エミリア 役[161]
  - Another's "ANOTHER"（2006年8月3日 - 27日） - コウムラ・ゴウ 役[162]
- DREAM BOY シリーズ
  - DREAM BOY（2004年1月8日 - 31日、帝国劇場）[163]
  - DREAM BOY（2004年、梅田コマ劇場）
    - KAT-TUN & 関ジャニ8編（4月30日 - 5月7日）[注 15][163]
    - タッキー編（5月8日 - 5月21日）[163]

  - Hey! Say! DREAM BOY（2005年4月27日 - 5月15日、梅田芸術劇場） - ヨコヤマ 役[注 15][164]
  - KAT-TUN VS 関ジャニ∞ DREAM BOYS（2006年1月3日 - 29日、帝国劇場） - ヨコヤマ 役[注 15][162]
- 滝沢演舞城（2006年3月7日 - 4月25日、新橋演舞場） - 源頼朝 役[165]
- 0号室の客〜帰ってきた男〜（2010年11月13日 - 12月5日、東京グローブ座 / 12月17日 - 20日、サンケイホールブリーゼ） - ストーリーテラー/ホテル支配人・椎名 役（映像出演）[166]
- ブルームーン（2015年5月23日 - 6月14日、東京グローブ座 / 6月21日 - 28日、森ノ宮ピロティホール） - 向坂ユタカ 役[167]
- 妄想歌謡劇『上を下へのジレッタ』（2017年5月7日 - 6月4日、Bunkamuraシアターコクーン / 6月10日 - 19日、森ノ宮ピロティホール） - 門前市郎 役[168]
- 北齋漫畫（2019年6月9日 - 7月7日、東京グローブ座） - 鉄蔵（葛飾北斎） 役[169]
- マシーン日記（2021年2月6日[注 16] - 27日、Bunkamuraシアターコクーン / 3月5日 - 15日、ロームシアター京都 メインホール） - ミチオ 役[85]

### テレビ番組

#### バラエティ番組
- 堂本剛のDO-YA（1996年10月1日 - 1997年9月30日、テレビ朝日）
- ミュージックジャンプ（1997年4月 - 2000年3月26日、NHK BS2）[156]
- Kanjani Knight（1997年7月10日 - 1998年3月26日、関西テレビ）[156]
- なんじゃに!?関ジャニ（1998年4月9日 - 1998年9月24日、関西テレビ）[106]
- 8時だJ（1998年4月15日 - 1999年9月22日、テレビ朝日）[106]
- ビストロジャーニー（1998年11月 - 1999年3月、テレビ朝日）[106]
- ピカイチ（1999年10月3日 - 2001年9月30日、日本テレビ）[107]
- やったるJ（1999年10月20日 - 2000年3月8日、テレビ朝日）[107]
- ザ少年倶楽部（2000年4月9日 - 2002年3月24日、NHK BS2）[109]
- ガキバラ!（2000年 - 2001年、TBS）[109]
  - ガキバラ帝国2000!（2000年4月15日 - 2000年12月16日）
  - ガキバラ!（2001年1月13日 - 2001年3月10日）
- music-enta（2000年4月19日 - 2001年3月14日、テレビ朝日）[171]
- USO!?ジャパン（2001年4月14日 - 2003年9月13日、TBS）[111]
- ジャパン☆ウォーカー（2001年10月7日 - 2002年3月31日、日本テレビ）[111]
- その顔が見てみたい（2010年10月27日 - 2012年2月3日、フジテレビ）[172]
- ヒルナンデス!（2011年3月28日 - 、日本テレビ） - 木曜レギュラー[注 17][28]
- 応援ドキュメント 明日はどっちだ（2012年 - 2015年、NHK総合） - ナビゲーター
  - 関ジャニ∞の明日はどっちだ!（2012年10月8日 - 22日）[175]
  - 応援ドキュメント 明日はどっちだ（2013年4月2日 - 2015年3月24日）[176]
- きらきらアフロ（2013年7月4日 - 11月7日、テレビ東京）※松嶋尚美の産休による代役[177]
- それ行け!ハピはちワゴン〜"ありがとう"を届けませんか?〜（2018年9月1日 - 11月16日、関西テレビ） - MC[178]
- ザ!鉄腕!DASH!!（2018年 - 、日本テレビ）
  - ザ!鉄腕!DASH!!（2018年11月11日[179] - ） - 番組内コーナー『グリル厄介』などに出演[180][注 18]
  - ウルトラマンDASH（2022年1月1日 - ） - MC[181][注 19]
  - ザ!鉄腕!元日!DASH!!（2023年1月1日）[182]
- サタデープラス（2020年10月3日・2022年4月30日・5月7日、MBS・TBS） - 代役MC[183][184][185]
- ちまたのジョーシキちゃん（2021年11月5日 - 2024年3月29日、関西テレビ） - MC[186]

#### 特別番組
- 春まで待てない!関ジャニ一生懸命スペシャル大人への階段（1999年2月21日、関西テレビ）[107]
- 高校4年の春 ザ・ドキュメント（2011年6月4日、関西テレビ） - ナレーション
- ズレ↓オチ（2014年 - 2016年、関西テレビ・フジテレビ） - MC
  - 禁断の芸能人イメージ調査ゲームファイトグラフ2014（2014年1月3日）[187]
  - 世間とズレてる芸能人は誰だ!? ズレ!オチ（2016年1月3日）[188]
  - 世間のイメージとズレているのは誰だ!? ズレ↓オチ（2016年7月5日）[189]
- ただ一つの愛に生きた女たち〜LOVE YOU ONLY〜（2014年12月19日、フジテレビ）[190]
- 阪神淡路大震災20年報道特別番組 キミに伝えたい（2015年1月17日、読売テレビ） - MC[39]
- 一流がスゴイと認めた!超スゴイ人の秘密（2015年2月8日、読売テレビ・日本テレビ） - MC[191]
- 桜満開!星は満天!記憶に残る"宇宙絶景"（2015年3月28日、NHK総合） - MC
- メデキン〜目のつけどころで一攫千金〜（2016年6月19日、東海テレビ・フジテレビ） - MC[192]
- イガイ星人ジャパパパーン（2017年1月3日・6月27日、関西テレビ・フジテレビ） - MC[193][194]
- あの頃キミは若かった（2017年4月5日、TBS） - MC[195]
- 巻き込まれ決断ショー 私はこれで助かりました（2017年4月16日、関西テレビ・フジテレビ） - MC[196]
- マジか!その後の人生 栄光を掴んだ天才達 今を大追跡SP（2017年12月5日・2018年6月5日、テレビ東京） - MC[197]
- 『西郷どん』スペシャル(2) 〜いざ革命へ!西郷と4人の男たち〜（2018年7月8日、NHK総合） - MC[198]
- 開局60周年!カンテレ8ppy大感謝祭（2018年11月17日・18日、関西テレビ） - メインMC[199]
- NHKスペシャル『令和家族 幸せ探す人たち』（2019年12月28日、NHK総合）[200][201]
- #もしかしてしんどい?〜虐待を考えるキャンペーン特番〜（2020年2月29日、NHK Eテレ） - MC[202]
- なんかすごいぞ2025〜近未来はこうなる!大阪・関西万博まであと1000日!〜（2022年6月25日、フジテレビ） - MC[203][204]
- 未知なるニブイチ〜魔神からの挑戦状〜（2025年5月30日、関西テレビ） - MC[205][206]
- 24時間テレビ48 「愛は地球を救う」あなたのことを教えて（2025年8月30日・31日〈予定〉、日本テレビ） - チャリティーランナー[207]

### ラジオ番組
- ジャジャジャジャニーズ（1999年 - 2004年9月27日、FM大阪）[107]
- 関ジャニ横山裕・村上信五の笑う大捜査線（1999年4月25日 - 2002年3月21日、文化放送） - 木曜パーソナリティ[注 20][107]
- SUPER STAR QR（2002年4月1日 - 2003年7月3日、文化放送） - 木曜パーソナリティ[112]
- レコメン!（2003年 - 2013年・2014年・2020年、文化放送） - 木曜パーソナリティ[注 21]
  - 関西ジャニーズJr. 横山裕と村上信五のレコメン!（2003年7月10日 - 2004年8月19日）[113]
  - 関ジャニ∞ 横山裕と村上信五のレコメン!（2004年8月26日 - 2013年3月28日）
  - 関ジャニ∞横山裕とのりジャニ∞のり山裕のレコメン!（2014年2月18日）[208]
  - 関ジャニ∞のレコメン! 〜あれから8年スペシャル〜（2020年12月19日）[209]

### CM
- バンダイ『たまごっち オスっちメスっち』（1997年）
- 東京ニュース通信社『週刊TVガイド』（2007年12月） - 村上信五と共演
- カプコン『モンスターハンター ポータブル 3rd』（2011年） - 村上信五・渋谷すばる・丸山隆平と共演
- 味の素『クノールカップスープ』（2012年） - 当時NEWSの手越祐也・当時V6の井ノ原快彦とユニット「トリオDEつけひた」を結成[210]
- 任天堂『ドンキーコング トロピカルフリーズ』（2014年） - 渋谷すばると共演
- 森永製菓
  - 『チョコモナカジャンボ』『バニラモナカジャンボ』（2015年3月 - 2016年3月） - 上戸彩と共演[211]
  - 『ハイチュウプレミアム』（2017年3月 - 2020年2月）[212]
  - 『小麦胚芽のクラッカー』（2018年4月 - 2020年3月） - 村上信五と共演[213]
  - 『冷やし甘酒』（2019年7月 - 2022年3月） - 丸山隆平と共演[214]
- ビーグリー『まんが王国』（2017年12月 - 2018年）[215]
- JRA日本中央競馬会「第59回 宝塚記念『緊張の夏』篇」（2018年6月） - 村上信五・錦戸亮と共演[216]

### コンサート
- ジャニーズJr.1stコンサート（1998年2月15日、大阪城ホール）[106]
- Fresh Spring Concert'99（1999年5月2日 - 6月20日、横浜アリーナ・大阪城ホール）[107]
- ジャニーズJr.特急<10・9>投球<10・9>コンサート 10月9日東京ドームに大集合!!（1999年10月9日、東京ドーム）[107]

### イベント
- 第80回全国高校野球選手権記念大会 プレイベント（1998年8月6日、阪神甲子園球場）[106]

## 受賞歴
- 2009年度
  - 第13回 日刊スポーツ・ドラマグランプリ 2009年4月期 助演男優賞 第2位（『ザ・クイズショウ』）[217]
  - TV LIFE 第19回 年間ドラマ大賞2009 助演男優賞 第5位（『ザ・クイズショウ』）[218]
  - 第6回 ドラマ・オブ・ザ・イヤー2009 助演男優賞 第6位（『ザ・クイズショウ』）[219]

## ディスコグラフィ
- 出典・規格品番などの作品の詳細は各項を参照。
- CDは全て12cmCDでの発売。
- CDの初動売上・最高位は週間オリコンチャートでの記録を示す。

### デジタルシングル
- 太字は配信限定シングル。
- 太字でないものはアルバム収録曲の先行配信。

| 配信日           | タイトル         | 最高位           | 最高位           | 収録アルバム     |
| 配信日           | タイトル         | オリコン DS      | Billboard DL     | 収録アルバム     |
| INFINITY RECORDS | INFINITY RECORDS | INFINITY RECORDS | INFINITY RECORDS | INFINITY RECORDS |
| ---------------- | ---------------- | ---------------- | ---------------- | ---------------- |
| 2025年5月10日    | ロックスター     | 47位             | 21位             | ROCK TO YOU      |

### オリジナル・アルバム
| ＃               | 発売日           | タイトル         | 販売形態                 | 初週売上         | 最高位           |
| INFINITY RECORDS | INFINITY RECORDS | INFINITY RECORDS | INFINITY RECORDS         | INFINITY RECORDS | INFINITY RECORDS |
| ---------------- | ---------------- | ---------------- | ------------------------ | ---------------- | ---------------- |
| 1                | 2025年6月9日     | ROCK TO YOU      | 完全生産限定盤(CD+GOODS) | －               | －               |
| 1                | 2025年6月9日     | ROCK TO YOU      | 初回限定盤(CD+BD+GOODS)  | －               | －               |
| 1                | 2025年6月9日     | ROCK TO YOU      | 通常盤(CD)               | －               | －               |

### 参加作品
- 音源化されている楽曲のみ記述。
- SUPER EIGHT（関ジャニ∞）への参加は割愛。

| 発売日        | 曲名                                            | アーティスト                   | 収録作品                                                                  | 備考      |
| ------------- | ----------------------------------------------- | ------------------------------ | ------------------------------------------------------------------------- | --------- |
| 2009年1月7日  | Home Party!!                                    | 滝沢秀明                       | 愛・革命                                                                  | [ 注 24 ] |
| 2025年3月19日 | Paradise Has No Border feat.NO BORDER ALL STARS | 東京スカパラダイスオーケストラ | NO BORDER HITS 2025→2001 〜ベスト・オブ・東京スカパラダイスオーケストラ〜 | [ 注 25 ] |

## ライブ
※グループ活動以外のライブやイベントのみ記述。

### ワンマンライブ
| 開始年 | 日程                               | ライブタイトル                              | 開催日 | 開催日 | 回数 | 会場                                         |
| ------ | ---------------------------------- | ------------------------------------------- | ------ | ------ | ---- | -------------------------------------------- |
| 2007年 | 全11公演 12月17日 - 23日           | 横山YOUがヤっちゃいますコンサート           | 12月   | 17日   | 1    | 大阪松竹座（大阪府）                         |
| 2007年 | 全11公演 12月17日 - 23日           | 横山YOUがヤっちゃいますコンサート           | 12月   | 18日   | 2    | 大阪松竹座（大阪府）                         |
| 2007年 | 全11公演 12月17日 - 23日           | 横山YOUがヤっちゃいますコンサート           | 12月   | 19日   | 2    | 大阪松竹座（大阪府）                         |
| 2007年 | 全11公演 12月17日 - 23日           | 横山YOUがヤっちゃいますコンサート           | 12月   | 20日   | 2    | 大阪松竹座（大阪府）                         |
| 2007年 | 全11公演 12月17日 - 23日           | 横山YOUがヤっちゃいますコンサート           | 12月   | 22日   | 2    | 大阪松竹座（大阪府）                         |
| 2007年 | 全11公演 12月17日 - 23日           | 横山YOUがヤっちゃいますコンサート           | 12月   | 23日   | 2    | 大阪松竹座（大阪府）                         |
| 2008年 | 全7公演 3月1日 - 16日              | 横山YOUがヤっちゃいます第2弾コンサート'08春 | 3月    | 1日    | 1    | 名古屋国際会議場センチュリーホール（愛知県） |
| 2008年 | 全7公演 3月1日 - 16日              | 横山YOUがヤっちゃいます第2弾コンサート'08春 | 3月    | 2日    | 2    | 名古屋国際会議場センチュリーホール（愛知県） |
| 2008年 | 全7公演 3月1日 - 16日              | 横山YOUがヤっちゃいます第2弾コンサート'08春 | 3月    | 15日   | 2    | 東京国際フォーラム ホールA（東京都）         |
| 2008年 | 全7公演 3月1日 - 16日              | 横山YOUがヤっちゃいます第2弾コンサート'08春 | 3月    | 16日   | 2    | 東京国際フォーラム ホールA（東京都）         |
| 2010年 | 全37公演 4月2日 - 5月30日          | 横山YOUがヤっちゃいます〜3 2010春           | 4月    | 2日    | 1    | 大阪城ホール（大阪府）                       |
| 2010年 | 全37公演 4月2日 - 5月30日          | 横山YOUがヤっちゃいます〜3 2010春           | 4月    | 3日    | 2    | 大阪城ホール（大阪府）                       |
| 2010年 | 全37公演 4月2日 - 5月30日          | 横山YOUがヤっちゃいます〜3 2010春           | 4月    | 4日    | 2    | 大阪城ホール（大阪府）                       |
| 2010年 | 全37公演 4月2日 - 5月30日          | 横山YOUがヤっちゃいます〜3 2010春           | 4月    | 10日   | 2    | 札幌市民ホール（北海道）                     |
| 2010年 | 全37公演 4月2日 - 5月30日          | 横山YOUがヤっちゃいます〜3 2010春           | 4月    | 11日   | 2    | 札幌市民ホール（北海道）                     |
| 2010年 | 全37公演 4月2日 - 5月30日          | 横山YOUがヤっちゃいます〜3 2010春           | 4月    | 17日   | 1    | 広島市文化交流会館（広島県）                 |
| 2010年 | 全37公演 4月2日 - 5月30日          | 横山YOUがヤっちゃいます〜3 2010春           | 4月    | 18日   | 2    | 広島市文化交流会館（広島県）                 |
| 2010年 | 全37公演 4月2日 - 5月30日          | 横山YOUがヤっちゃいます〜3 2010春           | 4月    | 24日   | 2    | 東京国際フォーラム ホールA（東京都）         |
| 2010年 | 全37公演 4月2日 - 5月30日          | 横山YOUがヤっちゃいます〜3 2010春           | 4月    | 25日   | 2    | 東京国際フォーラム ホールA（東京都）         |
| 2010年 | 全37公演 4月2日 - 5月30日          | 横山YOUがヤっちゃいます〜3 2010春           | 5月    | 3日    | 2    | 長崎ブリックホール（長崎県）                 |
| 2010年 | 全37公演 4月2日 - 5月30日          | 横山YOUがヤっちゃいます〜3 2010春           | 5月    | 4日    | 2    | 佐賀市文化会館（佐賀県）                     |
| 2010年 | 全37公演 4月2日 - 5月30日          | 横山YOUがヤっちゃいます〜3 2010春           | 5月    | 5日    | 2    | iichikoグランシアタ（大分県）                |
| 2010年 | 全37公演 4月2日 - 5月30日          | 横山YOUがヤっちゃいます〜3 2010春           | 5月    | 8日    | 2    | オーバード・ホール（富山県）                 |
| 2010年 | 全37公演 4月2日 - 5月30日          | 横山YOUがヤっちゃいます〜3 2010春           | 5月    | 9日    | 2    | オーバード・ホール（富山県）                 |
| 2010年 | 全37公演 4月2日 - 5月30日          | 横山YOUがヤっちゃいます〜3 2010春           | 5月    | 14日   | 1    | 仙台サンプラザホール（宮城県）               |
| 2010年 | 全37公演 4月2日 - 5月30日          | 横山YOUがヤっちゃいます〜3 2010春           | 5月    | 15日   | 1    | 岩手県民会館（岩手県）                       |
| 2010年 | 全37公演 4月2日 - 5月30日          | 横山YOUがヤっちゃいます〜3 2010春           | 5月    | 16日   | 1    | 青森市文化会館（青森県）                     |
| 2010年 | 全37公演 4月2日 - 5月30日          | 横山YOUがヤっちゃいます〜3 2010春           | 5月    | 22日   | 2    | 松山市民会館（愛媛県）                       |
| 2010年 | 全37公演 4月2日 - 5月30日          | 横山YOUがヤっちゃいます〜3 2010春           | 5月    | 23日   | 2    | ふくやま芸術文化ホール（広島県）             |
| 2010年 | 全37公演 4月2日 - 5月30日          | 横山YOUがヤっちゃいます〜3 2010春           | 5月    | 29日   | 2    | 名古屋国際会議場センチュリーホール（愛知県） |
| 2010年 | 全37公演 4月2日 - 5月30日          | 横山YOUがヤっちゃいます〜3 2010春           | 5月    | 30日   | 2    | 名古屋国際会議場センチュリーホール（愛知県） |
| 2025年 | 全21公演 7月26日 - 9月17日（予定） | ROCK TO YOU LIVE TOUR                       | 7月    | 26日   | 1    | EX THEATER ROPPONGI（東京都）                |
| 2025年 | 全21公演 7月26日 - 9月17日（予定） | ROCK TO YOU LIVE TOUR                       | 7月    | 27日   | 1    | EX THEATER ROPPONGI（東京都）                |
| 2025年 | 全21公演 7月26日 - 9月17日（予定） | ROCK TO YOU LIVE TOUR                       | 7月    | 30日   | 1    | Zepp Namba（大阪府）                         |
| 2025年 | 全21公演 7月26日 - 9月17日（予定） | ROCK TO YOU LIVE TOUR                       | 7月    | 31日   | 1    | Zepp Namba（大阪府）                         |
| 2025年 | 全21公演 7月26日 - 9月17日（予定） | ROCK TO YOU LIVE TOUR                       | 8月    | 1日    | 1    | Zepp Namba（大阪府）                         |
| 2025年 | 全21公演 7月26日 - 9月17日（予定） | ROCK TO YOU LIVE TOUR                       | 8月    | 3日    | 1    | festhalle（香川県）                          |
| 2025年 | 全21公演 7月26日 - 9月17日（予定） | ROCK TO YOU LIVE TOUR                       | 8月    | 4日    | 1    | BLUE LIVE HIROSHIMA（広島県）                |
| 2025年 | 全21公演 7月26日 - 9月17日（予定） | ROCK TO YOU LIVE TOUR                       | 8月    | 10日   | 1    | LIVE ROXY SHIZUOKA（静岡県）                 |
| 2025年 | 全21公演 7月26日 - 9月17日（予定） | ROCK TO YOU LIVE TOUR                       | 8月    | 18日   | 1    | Zepp Nagoya（愛知県）                        |
| 2025年 | 全21公演 7月26日 - 9月17日（予定） | ROCK TO YOU LIVE TOUR                       | 8月    | 19日   | 2    | Zepp Nagoya（愛知県）                        |
| 2025年 | 全21公演 7月26日 - 9月17日（予定） | ROCK TO YOU LIVE TOUR                       | 8月    | 23日   | 1    | リンクステーションホール青森（青森県）       |
| 2025年 | 全21公演 7月26日 - 9月17日（予定） | ROCK TO YOU LIVE TOUR                       | 8月    | 24日   | 1    | SENDAI GIGS（宮城県）                        |
| 2025年 | 全21公演 7月26日 - 9月17日（予定） | ROCK TO YOU LIVE TOUR                       | 9月    | 2日    | 1    | Zepp Fukuoka（福岡県）                       |
| 2025年 | 全21公演 7月26日 - 9月17日（予定） | ROCK TO YOU LIVE TOUR                       | 9月    | 3日    | 2    | Zepp Fukuoka（福岡県）                       |
| 2025年 | 全21公演 7月26日 - 9月17日（予定） | ROCK TO YOU LIVE TOUR                       | 9月    | 5日    | 1    | NIIGATA LOTS（新潟県）                       |
| 2025年 | 全21公演 7月26日 - 9月17日（予定） | ROCK TO YOU LIVE TOUR                       | 9月    | 8日    | 1    | Zepp Sapporo（北海道）                       |
| 2025年 | 全21公演 7月26日 - 9月17日（予定） | ROCK TO YOU LIVE TOUR                       | 9月    | 16日   | 1    | Zepp Haneda（東京都）                        |
| 2025年 | 全21公演 7月26日 - 9月17日（予定） | ROCK TO YOU LIVE TOUR                       | 9月    | 17日   | 2    | Zepp Haneda（東京都）                        |

### 対バンイベント
| 開催年 | 日程                      | イベントタイトル  | 対バンアーティスト | 開催日 | 開催日 | 会場                             |
| ------ | ------------------------- | ----------------- | ------------------ | ------ | ------ | -------------------------------- |
| 2025年 | 9月20日 - 10月5日（予定） | 横山裕×渋谷すばる | 渋谷すばる         | 9月    | 20日   | 神戸ワールド記念ホール（兵庫県） |
| 2025年 | 9月20日 - 10月5日（予定） | 横山裕×渋谷すばる | 渋谷すばる         | 9月    | 21日   | 神戸ワールド記念ホール（兵庫県） |
| 2025年 | 9月20日 - 10月5日（予定） | 横山裕×渋谷すばる | 渋谷すばる         | 10月   | 3日    | 東京ガーデンシアター（東京都）   |
| 2025年 | 9月20日 - 10月5日（予定） | 横山裕×渋谷すばる | 渋谷すばる         | 10月   | 4日    | 東京ガーデンシアター（東京都）   |
| 2025年 | 9月20日 - 10月5日（予定） | 横山裕×渋谷すばる | 渋谷すばる         | 10月   | 5日    | 東京ガーデンシアター（東京都）   |

### イベント
| 開催年 | 日程                            | イベントタイトル | 開催日 | 開催日 | 回数 | 会場                              |
| ------ | ------------------------------- | ---------------- | ------ | ------ | ---- | --------------------------------- |
| 2025年 | 全2公演 8月1日・9月17日（予定） | リハーサル見学会 | 8月    | 1日    | 1    | Zepp Namba（大阪府）              |
| 2025年 | 全2公演 8月1日・9月17日（予定） | リハーサル見学会 | 9月    | 17日   | 1    | Zepp Haneda（東京都）             |
| 2025年 | 全2公演 9月9日（予定）          | 横山裕のBBQ      | 9月    | 9日    | 2    | 札幌市内某所（北海道）            |
| 2025年 | 全1公演 9月11日（予定）         | 横山万博         | 9月    | 2日    | 1    | EXPOアリーナ「Matsuri」（大阪府） |

## 楽曲制作
- 特記がない限りSUPER EIGHT（関ジャニ∞）の作品・メンバー。
- ソロ活動の楽曲は割愛。
- 「初収録作品」にて、特定形態のみの収録などの詳細については個々のページを参照。

### CD収録曲（楽曲制作）
| 曲名                     | 担当       | アーティスト           | 初収録作品                         | 作品コード | 備考      |
| ------------------------ | ---------- | ---------------------- | ---------------------------------- | ---------- | --------- |
| プリン                   | 作詞       | 三兄弟                 | KJ1 F・T・O                        | 126-6065-5 | [ 注 26 ] |
| オニギシ                 | 作詞       | 三兄弟                 | KJ1 F・T・O                        | 128-7236-9 | [ 注 26 ] |
| ∞レンジャー              | 作詞       | 関ジャニ∞              | ER                                 | 128-7152-4 | [ 注 27 ] |
| ∞SAKAおばちゃんROCK      | 作詞       | 関ジャニ∞              | ∞SAKAおばちゃんROCK/大阪ロマネスク | 132-2489-1 | [ 注 28 ] |
| ∞o'clock 08              | 作詞       | 関ジャニ∞              | 無責任ヒーロー                     | 126-6072-8 | [ 注 29 ] |
| fuka-fuka Love the Earth | 作詞       | 関ジャニ∞              | 無責任ヒーロー                     | 151-1016-8 | [ 注 30 ] |
| 413man                   | 作詞       | 横山裕                 | PUZZLE                             | 159-0586-1 |           |
| cHocoレート              | 作詞       | 横山裕                 | ROCK TO YOU（ソロ）                | 169-8139-1 |           |
| クルトン                 | 作詞       | 関ジャニ∞              | 8EST                               | 705-9315-9 |           |
| 狩(仮)                   | 作詞       | 横山・渋谷・安田・大倉 | JUKE BOX                           | 708-6016-5 | [ 注 31 ] |
| All is well              | 作詞       | 関ジャニ∞              | JUKE BOX                           | 708-6015-7 | [ 注 29 ] |
| 元気が出るSONG           | 作詞・作曲 | 関ジャニ∞              | 関ジャニ∞の元気が出るCD!!          | 713-6625-3 | [ 注 32 ] |
| ハダカ                   | 作詞       | 横山・渋谷             | NOROSHI                            | 223-7393-4 |           |
| Answer                   | 作詞       | 横山・渋谷・村上       | ジャム                             | 229-0793-9 | [ 注 33 ] |
| Re:LIVE                  | 作詞       | 関ジャニ∞              | Re:LIVE                            | 256-2415-6 | [ 注 34 ] |
| クリームシチュー         | 作詞・作曲 | 関ジャニ∞              | ひとりにしないよ                   | 263-0626-3 | [ 注 32 ] |
| みかん                   | 作詞       | 横山裕                 | 8BEAT                              | 122-6129-7 | [ 注 26 ] |

### CD未収録曲（楽曲制作）
※初収録された映像作品を記述。
| 曲名           | 担当       | アーティスト           | 初収録作品                             | 作品コード | 備考      |
| -------------- | ---------- | ---------------------- | -------------------------------------- | ---------- | --------- |
| アメちゃん     | 作詞       | 三兄弟                 | Spirits!!                              | 126-6070-1 | [ 注 26 ] |
| みかん         | 作詞       | 三兄弟                 | Excite!!                               | 122-6129-7 | [ 注 26 ] |
| ∞o'clock       | 作詞       | 関ジャニ∞              | Spirits!!                              | 126-6072-8 | [ 注 29 ] |
| Kicyu          | 作詞       | 横山・安田             | PUZZLE（特典DVD）                      | 158-1293-6 | [ 注 35 ] |
| ありがとう     | 作詞・作曲 | 横山・渋谷・安田・大倉 | KANJANI∞ LIVE TOUR JUKE BOX（特典DVD） | 500-9977-9 | [ 注 36 ] |
| ∞o'clock 19    | 作詞       | 関ジャニ∞              | 十五祭                                 | 126-6072-8 | [ 注 29 ] |
| SUPER ∞o'clock | 作詞       | SUPER EIGHT            | 超DOME TOUR 二十祭                     | 126-6072-8 | [ 注 29 ] |

## 楽曲提供
| 曲名           | アーティスト      | 担当 | 収録作品 | 作品コード | 備考      |
| -------------- | ----------------- | ---- | -------- | ---------- | --------- |
| 夏のカナタ     | 関西ジャニーズJr. | 作詞 | 未収録   | 242-0369-6 | [ 注 37 ] |
| LOVE & KIMUCHI | 関西ジャニーズJr. | 作詞 | 未収録   | 243-9722-9 | [ 注 37 ] |

## ソロ・ユニット曲

### CD収録曲（ソロ・ユニット曲）
- 表記は発売および収録順。
- 「初収録作品」にて、特定形態のみの収録などの詳細については個々のページを参照。

| タイトル       | クレジット                             | 初収録作品          | 作品コード | 備考 |
| -------------- | -------------------------------------- | ------------------- | ---------- | ---- |
| WONDER BOY     | 作詞・作曲・編曲：磯崎健史             | KJ2 ズッコケ大脱走  | 141-2041-1 |      |
| 413man         | 作詞：横山裕 作曲・編曲：大西省吾      | PUZZLE              | 159-0586-1 |      |
| トリックスター | 作詞・作曲・編曲：葉山拓亮             | 8UPPERS             | 500-5978-5 |      |
| みかん         | 作詞：ユウ 作曲：チパ 編曲：小林章太郎 | 8BEAT               | 122-6129-7 |      |
| cHocoレート    | 作詞：横山裕 作曲：安田章大            | ROCK TO YOU（ソロ） | 169-8139-1 |      |

| タイトル             | クレジット                                                                   | メンバー         | 初収録作品                | 作品コード | 備考 |
| -------------------- | ---------------------------------------------------------------------------- | ---------------- | ------------------------- | ---------- | ---- |
| 太陽の子供           | 作詞：MASA 作曲：馬飼野康二 編曲：長岡成貢                                   | 村上・丸山・大倉 | KJ1 F・T・O               | 130-3709-9 |      |
| プリン               | 作詞：ユウ 作曲：チパ                                                        | 渋谷・安田       | KJ1 F・T・O               | 126-6065-5 |      |
| オニギシ             | 作詞：ユウ 作曲：チパ                                                        | 渋谷・安田       | KJ1 F・T・O               | 128-7236-9 |      |
| はにかみオブリガード | 作詞：TAKESHI 作曲：南田健吾 編曲：高橋浩一郎                                | 村上             | マイホーム                | 174-6370-0 |      |
| パンぱんだ           | 作詞：AMO 作曲：田中秀典 編曲：大西省吾                                      | 丸山             | FIGHT                     | 181-4606-6 |      |
| 狩(仮)               | 作詞：ヨシャオ族 作曲・編曲：大西省吾                                        | 渋谷・安田・大倉 | JUKE BOX                  | 708-6016-5 |      |
| アダムとイヴ         | 作詞：SHIKATA 作曲・編曲：SHIKATA、REO                                       | 大倉             | 関ジャニズム              | 205-5673-0 |      |
| バナナジュース       | 作詞：錦戸亮 作曲：岡本修 編曲：大西省吾 ブラスアレンジ：YOKAN               | 錦戸             | 関ジャニ∞の元気が出るCD!! | 214-6952-1 |      |
| ハダカ               | 作詞：横山裕 作曲・編曲：渋谷すばる                                          | 渋谷             | NOROSHI                   | 223-7393-4 |      |
| Answer               | 作詞：横山裕、渋谷すばる、村上信五 作曲：渋谷すばる 編曲：渋谷すばる、平出悟 | 渋谷・村上       | ジャム                    | 229-0793-9 |      |

### CD未収録曲（ソロ・ユニット曲）
- 表記は50音順。
- JASRAC公式サイトの「作品データベース検索サービス」[229]の検索結果をもとに記述。

| タイトル         | クレジット                            | 初収録作品 | 作品コード | 備考 |
| ---------------- | ------------------------------------- | ---------- | ---------- | ---- |
| confUsion        | 作詞：白井裕紀、新美香 作曲：加藤裕介 | 未収録     | 146-5327-3 |      |
| fantastic music! | 作詞・作曲：磯崎健史                  | 47         | 137-0155-0 |      |
| HOPE             | 作詞・作曲：田中秀典                  | 未収録     | 169-8140-5 |      |

| タイトル       | クレジット                                            | メンバー         | 初収録作品                             | 作品コード | 備考      |
| 三兄弟         | 三兄弟                                                | 三兄弟           | 三兄弟                                 | 三兄弟     | 三兄弟    |
| -------------- | ----------------------------------------------------- | ---------------- | -------------------------------------- | ---------- | --------- |
| アメちゃん     | 作詞：ユウ 作曲：チパ                                 | 渋谷・安田       | Spirits!!                              | 126-6070-1 |           |
| みかん         | 作詞：ユウ 作曲：チパ                                 | 渋谷・安田       | Excite!!                               | 122-6129-7 | [ 注 40 ] |
| その他         |                                                       |                  |                                        |            |           |
| ありがとう     | 作詞・作曲：横山裕、渋谷すばる、安田章大、大倉忠義    | 渋谷・安田・大倉 | KANJANI∞ LIVE TOUR JUKE BOX（特典DVD） | 500-9977-9 |           |
| Kicyu          | 作詞：横山裕 作曲：安田章大 編曲：高橋浩一郎          | 安田             | PUZZLE（特典DVD）                      | 158-1293-6 | [ 注 35 ] |
| ホシイモノハ。 | 作詞：丸山隆平 作曲：M.com 編曲：龍山一平、大川カズト | 村上・丸山       | 無責任ヒーロー（特典DVD）              | 151-0951-8 |           |

## プロデュース・演出

### プロデュース
- Aぇ! group（2019年 - ）[230]

### 命名
- Boys be（2020年） - 大倉忠義と共同命名[231]

### 演出・構成
※SUPER EIGHT（関ジャニ∞）や自身がプロデュースを務めるグループは割愛。
| 年     | 日程                | タイトル                                                                | 担当         | 備考      |
| ------ | ------------------- | ----------------------------------------------------------------------- | ------------ | --------- |
| 2018年 | 10月24日 - 11月4日  | 関西ジャニーズ Jr. LIVE 2018 Fall in LOVE〜秋に関ジュに恋しちゃいなよ〜 | コーナー企画 |           |
| 2018年 | 11月30日 - 12月25日 | X'mas Party!!2018                                                       | 演出・構成   | [ 注 42 ] |
| 2019年 | 1月3日・4日         | 関西ジャニーズJr. LIVE 2019 Happy 2 year!!〜今年も関ジュとChu Year!!〜  | 演出・構成   | [ 注 42 ] |
| 2020年 | 1月22日 - 2月17日   | 青木さん家の奥さん                                                      | 演出         |           |
| 2021年 | 1月8日 - 2月28日    | 青木さん家の奥さん                                                      | 演出         |           |

## ブログ
※特記の無い限り、横山自身によるブログ。
- Johnny's web[注 43]
  - よこやまゆうのにっき。（2009年4月18日 - 2012年1月19日）[237]
  - OFF異常現場撮影班・横山裕（2016年7月12日 - 9月6日）[238]
  - 入門 よこやまゆうのテガミ（2016年12月14日 - 2017年2月11日）[239]

## 書籍

### 雑誌連載
- ヨコ×ヒナのバトルトークパーク2（毎月7日、WiNK UP）[要出典]
- デイリースポーツ（毎月最終金曜日）
  - 横山YOUがコラムヤっちゃいます（2017年5月 - 2023年9月）[240]
  - 月刊 横山裕（2023年10月 - ）[241]

## ROCK TO YOU
ROCK TO YOU（ロック・トゥ・ユー）は、横山裕による1年間限定のソロプロジェクト。
横山が44歳の誕生日を迎えた2025年5月9日にプロジェクトの立ち上げが発表された。
本プロジェクトでは、プロジェクトと同名の自身初のソロファンクラブ『ROCK TO YOU』の発足や、自身初のソロアルバム『ROCK TO YOU』のリリース、さらに全国11都市を巡るソロライブツアー『ROCK TO YOU LIVE TOUR』の開催など、1年後にグループに合流するための「武者修行」として活動している。
なお、アルバムなどは本プロジェクトの名義ではなく、「横山裕」名義でのリリースとなっている。

### プロジェクト立ち上げの経緯
2024年はSUPER EIGHTのデビュー20周年でグループ活動が多かったが、2025年がメンバー個々のスキルアップのための期間になると聞かされていたことから、「自分が次にやるべきこと」を考えた時に「ライブがしたい」「これまでにやっていないことに挑戦したい」という想いに至ったという。
しかし、他のメンバーのスケジュールの都合で「5人でのライブは難しい」と聞かされたため、「今年は一人でやるしかない」と決意したという。
さらに、他のメンバーのライブパフォーマンスに刺激を受け、自身はギター経験が浅いため「もっとスキルを磨いて"ライブ力"を上げたい」との想いから、この1年を「武者修行」の年と位置づけ、自作曲によるソロライブツアーを行う構想を立てた。

そこで、ソロライブを行うにあたり、「グループの曲を披露したら、グループの力を借りることになる」との想いから、「グループの曲ではなく、自分の力だけで勝負しよう」と考え、SUPER EIGHTの楽曲に頼らずオリジナル曲で構成するためにソロアルバムの制作を決意し、本プロジェクトを立ち上げた。

### 活動内容

#### 2025年
- 5月9日
  - 本プロジェクトの立ち上げを発表[2]。
  - ソロファンクラブ『ROCK TO YOU』を発足[2]。
    - 5月9日から31日までに入会手続きを完了すると、早期入会特典としてオリジナルステッカーが配布される予定[2]。

  - ソロアルバム『ROCK TO YOU』のリリースを発表[2]。
  - アルバム『ROCK TO YOU』のアーティスト写真とジャケット写真を公開[2]。
  - ソロライブツアー『ROCK TO YOU LIVE TOUR』の開催を発表[2]。
- 5月10日
  - アルバム『ROCK TO YOU』より、リード曲「ロックスター」が先行配信された[2]。
  - 「ロックスター」のミュージック・ビデオが公開された[248]。
- 5月18日、FAMILY CLUB onlineにて、ファンクラブ『ROCK TO YOU』の発足を記念した無料生配信を実施した[249][250]。
- 6月9日、ソロ1stアルバム『ROCK TO YOU』をECサイト『ファミクラオンラインストア』限定で発売し、ソロデビューを果たした[2]。
- 6月14日、日本テレビ系『with MUSIC』に出演し、ソロとして初となる音楽番組への出演を果たした[251]。
- 6月28日、アルバム『ROCK TO YOU』の発売を記念し、ソロでは初となるオンラインミート&グリートを開催[252]。
- 7月26日 - 9月17日、 アルバム『ROCK TO YOU』を引っさげ、全国11都市・全18公演のソロライブツアー『ROCK TO YOU LIVE TOUR』を開催予定[2]。
- 8月1日・9月17日、アルバム『ROCK TO YOU』の発売を記念し、ライブツアー『ROCK TO YOU LIVE TOUR』のリハーサル見学会を開催予定[253]。
- 9月9日、北海道・札幌市内某所にて、自身初となるバーベキューイベント『横山裕のBBQ』を開催予定[226]。
- 9月20日 - 10月5日、渋谷との対バンイベント『横山裕×渋谷すばる』を開催予定[225]。